# Baring (Missouri)
Baring è un comune degli Stati Uniti d'America, situato nello Stato del Missouri, nella contea di Knox.